# تاريخ اللغة الألمانية
يبدأ تاريخ اللغة الألمانية بشكل منفصل عن اللغة الجرمانية الغربية المشتركة في العصور الوسطى المبكرة مع تبدل الأحرف الساكنة في الألمانية العليا. الألمانية العليا القديمة والألمانية العليا والمتوسطة والألمانية العليا الجديدة تمتد طوال فترة الإمبراطورية الرومانية المقدسة. شهد القرنان التاسع عشر والعشرون صعود اللغة الألمانية القياسية وانخفاض في تنوع اللهجات.
تسبب القرن العشرين في وقوع الكارثة الألمانية. بعد الحرب العالمية الأولى، تم إعاقة استخدام اللغة الألمانية وإحباطها بسبب المشاعر المعادية لألمانيا، لكنها مع ذلك لم تلحق أي ضرر دائم ببرشاشراوم ولا بمكانتها المشتركة في بعض المناطق. ومع ذلك، بعد الحرب العالمية الثانية، أدت التغييرات الإقليمية التي نفذها الحلفاء إلى إزالة اللغة الألمانية من أجزاء كبيرة من أوروبا الوسطى والشرقية التي كانت مأهولة بالسكان الناطقين بالألمانية ابتداءً من القرن الثاني عشر. وقد ساهم في احتقان و انقراض بعض اللهجات المحلية مثل لهجة سيليزيا الألمانية، أو اللغة البروسية العليا أو لهجات بوميرانيا الشرقية. كما أنه أضر بوضع اللغة في وسط غرب ووسط وجنوب أوروبا، حيث أصبحت المشاعر المعادية لألمانيا أكبر مما كانت عليه قبل الحرب.

## الألمانية العليا

### الألمانية العليا القديمة
تعود أقدم شهادات اللغة الألمانية العليا القديمة إلى نقوش فوثارك قديمة المبعثرة، خاصة في أليمانية، من القرن السادس الميلادي،

## الألمانية الدنيا
إن اللغة الألمانية المنخفضة، التي وقعت على مفترق طرق بين اللغة الألمانية العليا والإنجليزية الفريزية والفرنسية الفرانكونية ولهجة جوتلاندك الجنوبية الدنماركية، لها تاريخ لغوي أقل وضوحًا، مما يدل على أن المجموعة الجرمانية الغربية هي بالفعل سلسلة متصلة باللهجة.
تأثرت اللغة الألمانية المنخفضة بشدة بالأنجليزية الفريزية في العصور الوسطى المبكرة، والألمانية السامية خلال فترة الإمبراطورية الرومانية المقدسة. بعد نهاية الرابطة الهانزية في القرن السابع عشر، تم تهميش اللغة الألمانية الدنيا إلى وضع اللهجات المحلية.

## القرن العشرين
انظر أيضا الألمانية القياسية
في عام 1880، ظهرت القواعد النحوية والتهجئة لأول مرة في كتيب دودن. في عام 1901، أعلن هذا التعريف القياسي للغة الألمانية. بعد ذلك، لم يتم تصحيح التهجئة الألمانية المعيارية بشكل أساسي حتى عام 1998، عندما تم الإعلان رسميًا عن الإصلاح الإملائي الألماني لعام 1996 من قبل ممثلي الحكومات في ألمانيا والنمسا وليختنشتاين وسويسرا. بعد الإصلاح، خضعت التهجئة الألمانية لفترة انتقالية مدتها ثماني سنوات، تم خلالها تدوين التهجئة التي تم إصلاحها في معظم المدارس، في حين أن الهجاء التقليدي والإصلاحي استخدم في وسائل الإعلام.

## قائمة المراجع
- Keller، R.E. (1979). The German Language. London: Faber and Faber. ISBN:0-571-11159-9.
- Salmons، Joseph (2012). A History of German: What the Past Reveals about Today's Language. Oxford: Oxford University Press. ISBN:0199697949.
- Waterman، John T. (1976). A History of the German Language (ط. Revised). University of Washington Press. ISBN:0-295-73807-3. مؤرشف من الأصل في 2022-04-11.
- Wells، C. J. (1987). German: A Linguistic History to 1945. Oxford University Press. ISBN:0-19-815809-2.
- Young، Christopher؛ Gloning، Thomas (2004). A History of the German Language through texts. London, New York: Routledge. ISBN:0-415-18331-6.